# Болгарский конституционный референдум (1971)
Конституционный референдум в Болгарии проводился 16 мая 1971 года. На референдум была вынесена новая Конституцию Народной республики Болгарии, названная позже «Живковской». В 1-й статье «Живковская конституция» говорила о ведущей роли Болгарской коммунистической партии.
Конституция была одобрена 99,7 % голосов при явке 99,7 %.
18 мая 1971 31-е Народное собрание проголосовало за Конституцию Народной республики Болгарии, которая действовала с 1971 по 1991 годы.

## Результаты
| Выбор                              | Голоса    | %    |
| ---------------------------------- | --------- | ---- |
| За                                 | 6 135 218 | 99,7 |
| Против                             | 15 477    | 0,3  |
| Недействительных/пустых бюллетеней | 5 533     | -    |
| Всего                              | 6 156 228 | 100  |
| Источник: Source: Nohlen & Stöver  |           |      |